# NGC 2903
إن جي سي 2903 (بالإنجليزية: 2903)‏، هي مجرة حلزونية ضلعية ضمن مجرات كوكبة الأسد، تبعد عنا حوالي 30 مليون سنة ضوئية، قام باكتشافها ويليام هيرشل والذي تمت فهرستها في 16 نوفمبر 1784.